# Yves Huppen
Pour les articles homonymes, voir Huppen.
Yves H, de son vrai nom Yves Huppen, né le 17 mars 1967 à Etterbeek (région de Bruxelles-Capitale), est un scénariste belge de bande dessinée. Il est le fils de Hermann Huppen.

## Biographie
Yves Huppen naît le 17 mars 1967 à Etterbeek, une commune bruxelloise. Il est issu d’un père dessinateur (Hermann) et d’une mère employée à la Banque nationale de Belgique. Le petit Yves se met à marcher… sur les traces de son père car il est né un crayon à la main. Ses premières années de secondaires démontrent qu'il n'est pas fait pour les études, il lorgne chaque jour un peu plus vers le cinéma. Une fois ses études terminées, il entre à l'institut des arts de diffusion de Louvain-la-Neuve pour se préparer à une carrière de cinéaste, il comprend rapidement qu'il est difficile d'exercer cette profession en Belgique. Il effectue son service militaire de dix mois à Werl en Allemagne.
En 1995, il tente de se lancer dans la bande dessinée en tant que scénariste et dessinateur, mais son premier album, Le Secret des hommes-chiens, est un échec. À la suite de cela, il s'oriente principalement vers le scénario de bande dessinée principalement en collaboration avec son père.
Ensemble, ils réalisent Liens de Sang (Le Lombard, 2000), Rodrigo (de la série Les Tours de Bois-Maury, Glénat, 2001), Manhattan Beach 1957 (Le Lombard, 2002), Zhong Guo (Dupuis, 2003), The Girl from Ipanema (Le Lombard, 2005), le diptyque Diable des sept mers (Dupuis, 2008-09), une nouvelle histoire de Bernard Prince (Le Lombard, 2010), Une nuit de pleine lune (Glénat, 2011), Retour au Congo (Glénat, 2013) et Station 16 un thriller fantastique (Le Lombard, 2014), Sans Pardon (Le Lombard 2015), Old Pa Anderson (Le Lombard 2016), Le Passeur (Dupuis, 2016). En 2017, il crée, toujours en collaboration avec son père, une nouvelle série western Duke qui rencontre un joli succès et qui se poursuit encore en 2022, six albums parus chez Le Lombard. En 2006, il écrit Sur les Traces de Dracula, une trilogie publiée par Casterman qui est dessinée par Hermann, Séra et Dany.
En 2020, le scénario de Une nuit de pleine lune est adapté au cinéma par Julius Berg avec Maddie Williams (Games of Thrones) sous le titre The Owners. En 2023, il contribue au Tintin numéro spécial 77 ans. L'année suivante, il sort le premier tome d'une série historique Brigantus à nouveau dessiné par son père aux éditions Le Lombard.
Il est marié à Iocasta Huppen, auteure de haïku et de poésie, et ils demeurent à Bruxelles.

## Œuvres

### Séries

#### Duke
- 1. La Boue et le sang, Le Lombard, Bruxelles, 2017
Scénario : Yves H. - Dessin et couleurs : Hermann -  (ISBN 978-2-8036-7099-4)[22]
- 2. Celui qui tue, Le Lombard, Bruxelles, 2018
Scénario : Yves H. - Dessin et couleurs : Hermann -  (ISBN 978-2-8036-7178-6)[23]
- 3. Je suis une ombre, Le Lombard, Bruxelles, 2019
Scénario : Yves H. - Dessin et couleurs : Hermann -  (ISBN 978-2-8036-7475-6)[24]
- 4. La Dernière Fois que j'ai prié, Le Lombard, Bruxelles, 2020
Scénario : Yves H. - Dessin et couleurs : Hermann -  (ISBN 978-2-8036-7577-7)[25]
- 5. Un pistolero, tu seras, Le Lombard, Bruxelles, 2021
Scénario : Yves H. - Dessin et couleurs : Hermann -  (ISBN 978-2-8036-8033-7)[26]
- 6. Au-delà de la piste, Le Lombard, Bruxelles, 2022
Scénario : Yves H. - Dessin et couleurs : Hermann -  (ISBN 978-2-8082-0456-9)[27],[28]
- 7. Ce monde n'est pas le mien[29],[30], Le Lombard, Bruxelles, 13 janvier 2023
Scénario : Yves H. - Dessin et couleurs : Hermann -  (ISBN 978-2-8082-1011-9)

### One shots
- Le Secret des hommes-chiens[34],[35], Dupuis, Marcinelle, 1995
Scénario et dessin : Yves H. - Couleurs : Hermann -  (ISBN 2-8001-2233-1)
- Liens de sang[36],[37], Le Lombard, coll. « Signé », Bruxelles, 2000
Scénario : Yves H. - Dessin et couleurs : Hermann -  (ISBN 2-8036-1580-0)
- Manhattan Beach 1957[38],[39], Le Lombard, coll. « Signé », Bruxelles, 2002
Scénario : Yves H. - Dessin et couleurs : Hermann -  (ISBN 2-8036-1809-5)
- Zhong Guo[40],[41], Dupuis, coll. « Aire libre », Marcinelle, 2003
Scénario : Yves H. - Dessin et couleurs : Hermann -  (ISBN 2-8001-3410-0)
- The Girl from Ipanema[42], Le Lombard, coll. « Signé », Bruxelles, 2005
Scénario : Yves H. - Dessin et couleurs : Hermann -  (ISBN 2-8036-2061-8)
- Le Diable des sept mers t.1 et 2[43], Dupuis, coll. « Aire libre », Marcinelle, 2008-2009
Scénario : Yves H. - Dessin et couleurs : Hermann
- Une nuit de pleine lune[44], Glénat, coll. « Grafica », Grenoble, 2011
Scénario : Yves H. - Dessin : Hermann - Couleurs : Sébastien Gérard -  (ISBN 978-2-7234-8054-3)
- Retour au Congo[45], Glénat, coll. « Caractère », Grenoble, 2013
Scénario : Yves H. - Dessin et couleurs : Hermann -  (ISBN 978-2-7234-9728-2)
- Station 16[46],[47],[48], Le Lombard, coll. « Signé », Bruxelles, 2014
Scénario : Yves H. - Dessin et couleurs : Hermann -  (ISBN 978-2-8036-3436-1)
- Sans Pardon[49],[50], Le Lombard, coll. « Signé », Bruxelles, 2015
Scénario : Yves H. - Dessin et couleurs : Hermann -  (ISBN 978-2-8036-3495-8)
- Old Pa Anderson[51], Le Lombard, coll. « Signé », Bruxelles, 2016
Scénario : Yves H. - Dessin et couleurs : Hermann -  (ISBN 978-2-8036-3669-3)
- Le Passeur[52],[53], Dupuis, coll. « Aire libre », Marcinelle, 2016
Scénario : Yves H. - Dessin et couleurs : Hermann -  (ISBN 978-2-8001-6800-5)

### Collectifs
- Numéro spécial 77 ans - L'hommage des auteurs et autrices d'aujourd'hui aux personnages mythiques du journal Tintin, Éditions Moulinsart-Le Lombard, Bruxelles, 8 septembre 2023
Scénario : collectif dont Yves H. - Dessin : collectif - Couleurs : quadrichromie -  (ISBN 2-85815-201-2)

#### Livres
: document utilisé comme source pour la rédaction de cet article.
- Jean Pirotte (dir.) et Luc Courtois, Du régional à l'universel. : L'imaginaire wallon dans la bande dessinée., Louvain-la-Neuve, Fondation wallonne Pierre-Marie et Jean-François Humblet, 1999, 310 p. (ISBN 978-2-9600072-3-7 et 2960007239, OCLC 1075833932), p. 232 lire sur Google Livres
- Jacques Fiérain, « Huppen, Yves », dans La BD à Bruxelles et en Brabant, Charleroi, Éd. l'Âge d'or, avril 2003, 144 p., ill. ; 31 cm (ISBN 9782960119664 et 2960119665, OCLC 470388171, présentation en ligne), p. 78. .
- Philippe Mellot, Michel Denni, Laurent Turpin et Isabelle Morzadec, Trésors de la bande dessinée : BDM 2021-2022 - Catalogue encyclopédique et Argus, Paris, Les Arènes, novembre 2020, 22e éd., 1700 p., ill. ; 23 cm (ISBN 9791037502582, OCLC 1240308146), p. 127, 364, 656, 699,  814, 843, 1000, 1012, 1075, 1088, 1259, 1328. .

#### Périodiques
- Yves H. et Hermann (int. par Nicolas Pothier), « Mi-Hermann, Missouri », BoDoï, no 54,‎ juillet 2002, p. 18.
- Yves H. (interviewé par Jean-Louis Lechat), « Les invités : Yves H. on the road again ! », La Lettre - L'officiel de la bande dessinée, Dargaud, no 67,‎ septembre-octobre 2002, p. 42, 44.
- Yves H. et Hermann (interviewés par Jean-Pierre Fuéri), « Case à case : Hermann joue au Congo - Entretien avec Yves H. et Hermann », Casemate, no 63,‎ octobre 2013 (ISSN 1964-504X).
- Yves H. et Hermann (interviewés par Sophie Bogrow), « Case à case : Salaud de père ! - Entretien avec Yves H. et Hermann », Casemate, no 77,‎ janvier-février 2015 (ISSN 1964-504X).

#### Articles
- Hermann et Yves H. (interviewés par Charles-Louis Detournay), « Hermann & Yves H. : « Nous pourrions continuer Bernard Prince … ou Comanche », ActuaBD,‎ 23 octobre 2010 (lire en ligne, consulté le 3 juillet 2023).
- Hermann et Yves H. (interviewés par Philippe Tomblaine), « « Le Passeur » par Hermann et Yves H. », BDzoom,‎ 17 novembre 2016 (lire en ligne, consulté le 15 août 2022).